# 르 티그레
르 티그레(Le Tigre)는 미국의 밴드이다.

## 디스코그래피
- Le Tigre (1999)
- Feminist Sweepstakes (2001)
- This Island (2004)